# Nemotelus crenatus
Nemotelus crenatus är en tvåvingeart som beskrevs av Egger 1859. Nemotelus crenatus ingår i släktet Nemotelus och familjen vapenflugor. Inga underarter finns listade i Catalogue of Life.